# SQL*Plus
SQL*Plus jest terminalowym klientem baz danych Oracle. Stanowi on interaktywne narzędzie służące do wykonywania określonych zadań lub zapytań SQL/PL/SQL oraz administracji serwerem baz danych Oracle. 
Integralnymi narzędziami współpracującymi z SQL*Plus są:
- exp – narzędzie służące do eksportu danych oraz
- imp – narzędzie służące do importu danych.